# Roger Kemble
Roger Kemble (1721 – 1802) è stato un attore teatrale e impresario teatrale inglese.

## Biografia
Lavorò in teatro dal 1752, ma il successo arrivò quando si trasferì a Birmingham. Nel 1753 si sposa con Sarah Ward detta Sally in una chiesa di Gloucester. Avranno 12 figli di cui 8 sopravviveranno all'infanzia; 5 di essi diventeranno attori teatrali famosi. Roger con la sua famiglia fondò la prestigiosa famiglia teatrale Kemble.
Fra i figli avuti:
- Charles Kemble;
- John Philip Kemble;
- Stephen Kemble;
- Sarah Siddons;
- Elizabeth Whitlock.